# Gramado Xavier
Gramado Xavier là một đô thị thuộc bang Rio Grande do Sul, Brasil. Đô thị này có diện tích 217,524 km², dân số năm 2007 là 3911 người, mật độ 17,98 người/km².